# LEDA 2818855
LEDA 2818855(4C +09.17)은 오리온자리 방향으로 약 10억 6,000만 광년 떨어진 타원 은하이다.